# Dierentuin van Los Angeles
De dierentuin van Los Angeles, in het Engels Los Angeles Zoo genoemd en voluit de Los Angeles Zoo and Botanical Gardens, is een dierentuin en botanische tuin in Los Angeles, in het zuiden van de Amerikaanse staat Californië. Het dierenpark werd in 1966 opgericht (ter vervanging van de Griffith Park Zoo) en is eigendom van de stad Los Angeles. Op een oppervlakte van 54 hectare verblijven meer dan 1100 zoogdieren, vogels, amfibieën en reptielen uit meer dan 250 diersoorten, waarvan er 29 bedreigd zijn. Daarnaast beschikt het park over tuinen met meer dan 800 verschillende plantensoorten. Jaarlijks komen er minstens anderhalf miljoen bezoekers naar de Los Angeles Zoo.